# Benedictijnerabdij Sint-Matthias
De benedictijnerabdij Sint-Matthias (Duits: Benediktinerabtei Sankt Matthias) is een abdij in de Duitse stad Trier. De abdij is naast een belangrijk religieus monument ook een bedevaartsoord van grote betekenis. Sinds de 12e eeuw wordt hier het graf van de apostel Matthias vereerd, het enige apostelgraf ten noorden van de Alpen. De romaanse kerk van de abdij kreeg in 1920 de eretitel basilica minor.

## Geschiedenis
Het gebied waarop de abdij staat kent een zeer oude geschiedenis. Al in de 4e eeuw na Christus werd hier een abdij gebouwd. En eeuwen voor de bouw van deze abdij was het gebied, dat buiten de stadspoorten lag van de stad Trier, een dodenakker waar de Romeinse burgers van de grootste Romeinse stad ten noorden van de Alpen hun doden begroeven. Rond het jaar 977 trad de abdij toe tot de benedictijnse kloosterorde. In die tijd stond de abdij bekend onder de naam Sint-Eucharius, naar de stichter van het aartsbisdom Trier. Sinds de 10e eeuw rusten hier de gebeenten van de eerste twee Trierse bisschoppen Eucharius en Valerius. De huidige kerk dateert uit de eerste helft van de 12e eeuw en was nog niet geheel voltooid toen paus Eugenius III de kerk in 1148 wijdde.
Het ontdekken van de relieken van de apostel Matthias bij de afbraak van de voorganger van de huidige abdijkerk in 1127 veroorzaakte een enorme sensatie en al snel kwam er een enorme stroom pelgrims naar de abdij op gang. Deze relieken zouden al eeuwen eerder in opdracht van Helena van Constantinopel, de moeder van Romeinse keizer Constantijn de Grote, naar Trier zijn vervoerd.
Gedurende de eeuwen die volgden wist de abdij door schenkingen de bezittingen steeds verder uit te breiden, hetgeen de abdij van welstand en inkomen verzekerde. De abdij overleefde de Reformatie zonder kleerscheuren, maar oorlogen, plunderingen en ook conflicten met de bisschop hinderden de abdij veelvuldig in haar ontwikkeling.

## Opheffing van de abdij
Nog voordat de abdij zelf werd opgeheven werd de laatste abt in 1783 ontheven uit zijn functie en vervangen door een prior. Toen het tumult van de Franse Revolutie het Duitse Rijk overspoelde, werden de abdijgebouwen in gebruik genomen door het Franse leger. De monniken waren in 1794 al gevlucht, maar keerden terug en woonden van 1794 tot 1802 in het huidige parochiehuis (Mattheiser Pfarrhaus). In 1802 werd echter de abdij onteigend, genationaliseerd en geseculariseerd. Vervolgens kocht een zakenman de kruisgang en enkele aangrenzende gebouwen. Hij gebruikte de gebouwen als woonhuis en voor de uitvoering van zijn bedrijf. Daarmee bleef de abdij het lot van veel andere kloosters namelijk de afbraak bespaard.
Veel voormalige eigendommen van het klooster, vooral in het Moezelgebied, refereren nog altijd aan de abdij en dragen namen als Mattheiser Hof.

## Heropening
Na meerdere mislukte pogingen in de 19e eeuw om het klooster te heropenen, betrokken na de Eerste Wereldoorlog monniken uit de abdij Seckau het Mattheiser Pfarrhaus. Op 22 oktober 1922 werd het gebouwencomplex opnieuw gewijd als abdij. De nieuwe benedictijnse monniken sloten zich nu bij de Beuroner congregatie aan, een samenwerkingsverband van voornamelijk Duitstalige benedictijnse kloosters.
Het hoofd van de heilige Matthias, dat tot dan toe bewaard werd in de Dom van Trier, werd in 1927 in een plechtige processie naar de Sint-Matthias overgedragen. De toenmalige nuntius kardinaal Eugenio Pacelli, de latere paus Pius XII, nam deel aan deze gebeurtenis.
In 1941 nam de nationaalsocialistische regering de gebouwen in beslag en werd de abdij op last van de Gestapo opgeheven. Onder protest van de bevolking werden de broeders in een bus geladen en naar de abdij Maria Laach gebracht. Na de terugkeer van de monniken in 1945 kwam het tot een conflict met de inmiddels van een orde onafhankelijke Matthiasparochie. Een deel van de monniken besloot vervolgens in te trekken in het benedictijner klooster van Tholey, de broeders die bleven werden vrij van een congregatie, een situatie die tot de jaren 80 zou voortduren. In 1981 sloot de abdij zich aan bij de Congregatio Annuntiationis BMV (Congregatie van de Annunciatie van de Heilige Maagd Maria).
De abdij is vanaf 1991 verbonden met het in 1972 opnieuw opgerichte klooster Huysburg in Saksen-Anhalt. In september 2004 sloten de beide conventen zich tot één gemeenschap samen.
De gemeenschap draagt zorg voor de zielszorg van 10.000 rooms-katholieken van de parochie Sint-Matthias. Tevens dragen de broeders verantwoordelijkheid voor de pastorale zorg in het ziekenhuis en van bedevaartgangers. Enkele broeders hebben seculiere beroepen en zijn rechter, stedenbouwkundige of leraar. Tot het convent behoren op dit moment 26 monniken, 17 daarvan wonen in Trier en 9 in Huysburg.

## De basiliek
De Sint-Matthiasbasiliek verenigt vier functies; de kerk is parochiekerk van de gelijknamige parochie, abdijkerk van de benedictijnse gemeenschap, pelgrimskerk met het graf van de heilige apostel Matthias en grafkerk van de eerste twee bisschoppen van Trier.
Er bestaat een spanningsveld tussen enerzijds het behoud van een religieus monument en anderzijds de aanpassing van het gebouw aan actuele gebruikseisen. Zo werden tijdens langdurige saneringswerkzaamheden fundamentele wijzigingen aangebracht. De crypte werd met twee traveeën verlengd en kreeg nieuwe toegangen. Het monnikenkoor kreeg een nieuw koorgestoelte. Om de verschillende niveaus gemakkelijker te bereiken werd een lift geïnstalleerd. Op 10 december 2007 werd de schrijn van Sint-Matthias verplaatst naar de crypte. De afsluiting van de renovatie met de vernieuwing van de elektriciteit en de beschildering van het interieur heeft wegens gebrek aan financiële middelen nog niet plaatsgevonden.
De kerk bezit een tijdens rondleidingen te bezichtigen kruisrelikwie uit de 13e eeuw waarin zich deeltjes bevinden van het kruis waaraan Christus de kruisdood stierf. In de crypte onder het koor staan de laat-Romeinse sarcofagen van de heiligen Eucharius en Valerius. De aan de kerk aansluitende vroeggotische kloostergebouwen dateren uit de 13de eeuw. Op het kerkhof bevinden zich oude zerken. Ook bevindt zich op het kerkhof de Quirinuskapel met daaronder de ondergrondse grafkamers uit vroegchristelijke tijd met een 3e-eeuwse sarcofaag met reliëfs.
De kerk heeft een vijfstemmig Salve-Regina-gelui. De klokken zijn allen gegoten door de Fa. Mabilon in Saarburg.

## Afbeeldingen

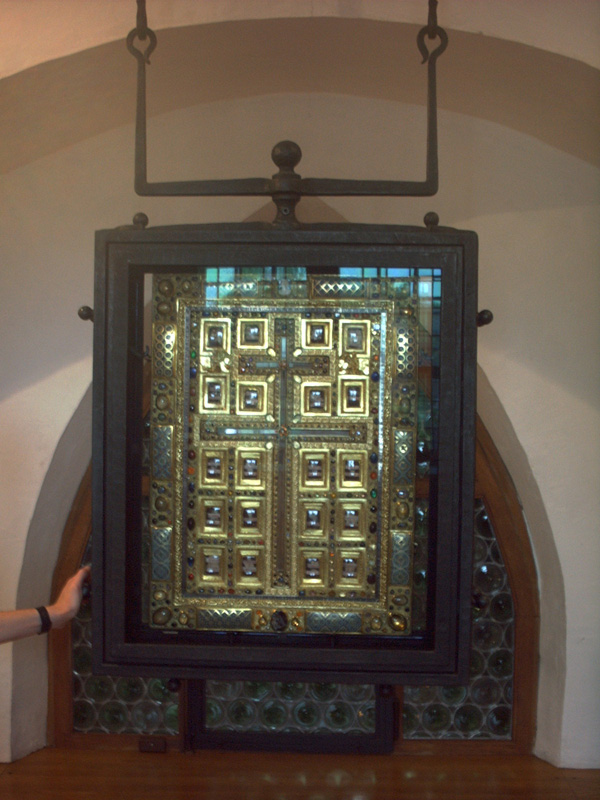
Staurotheek
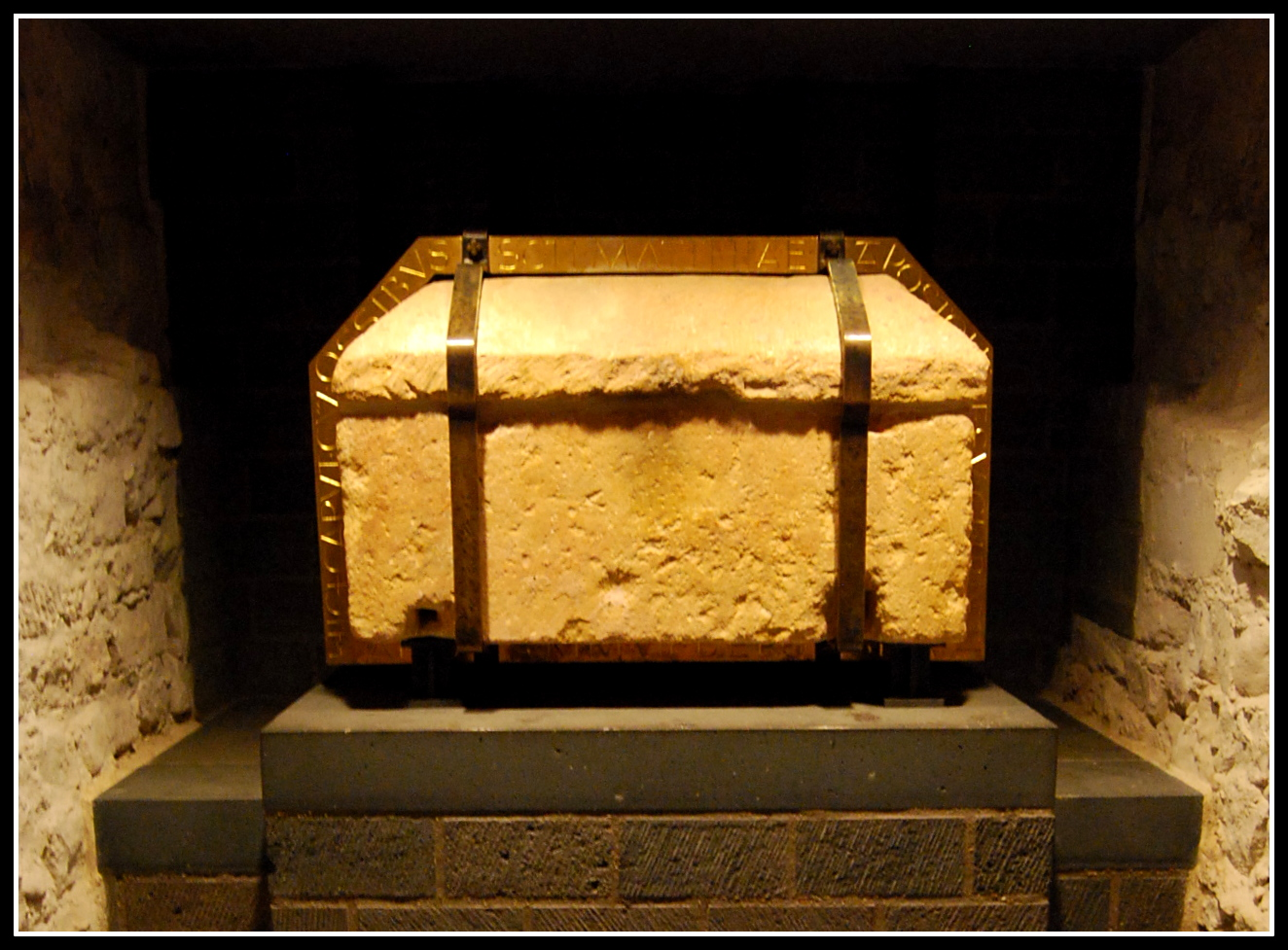
Graf hl. Matthias
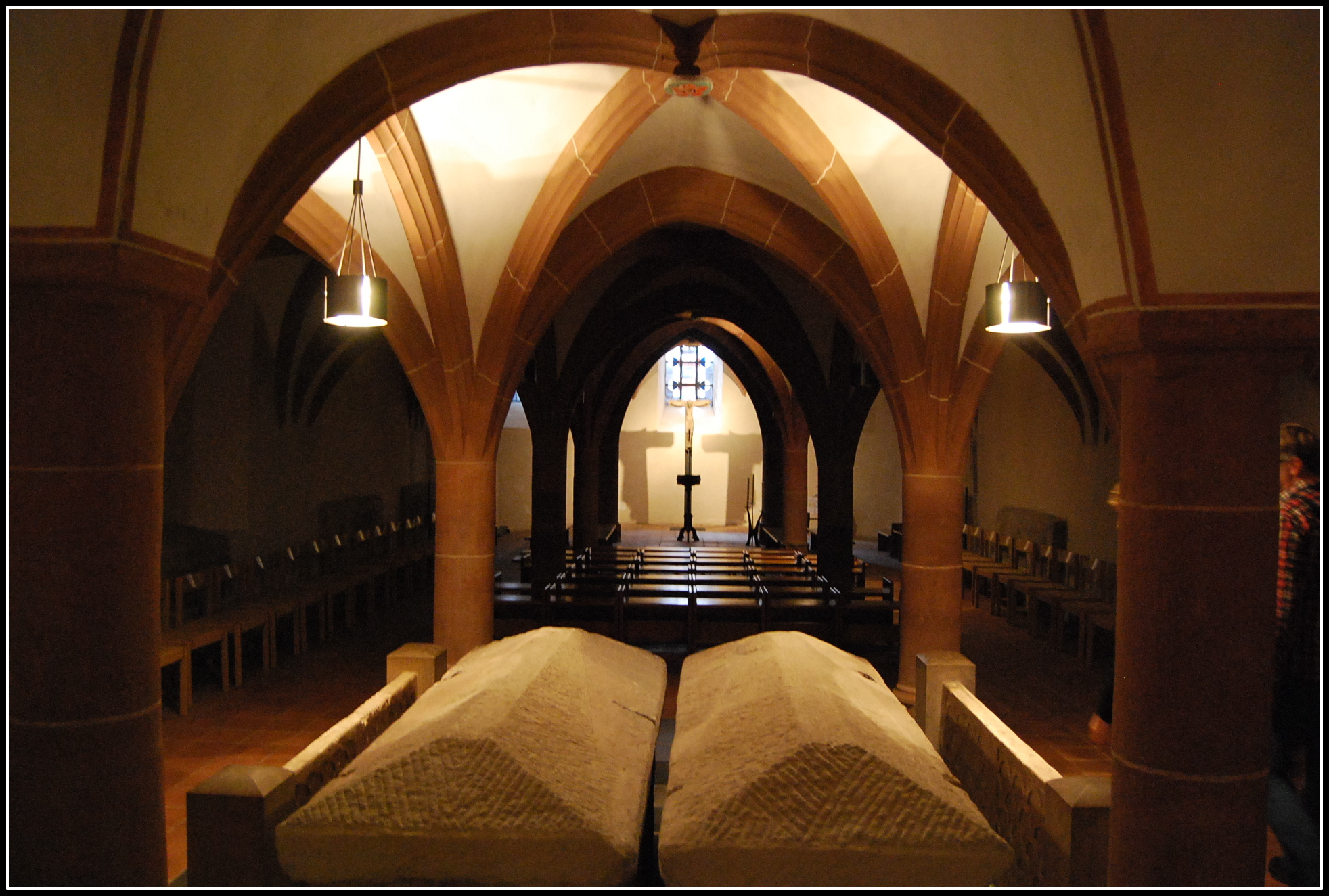
Crypte
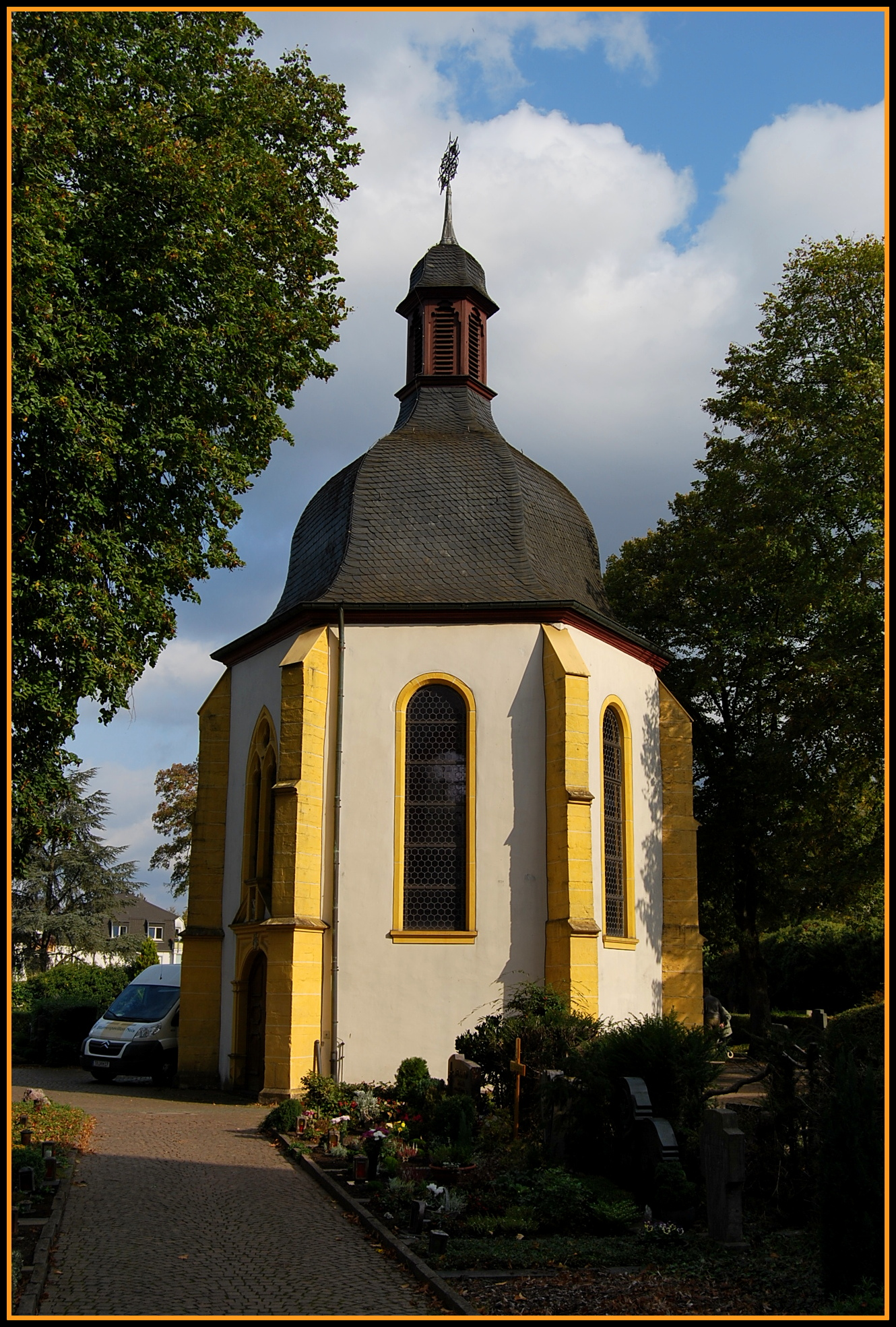
Quirinuskapel
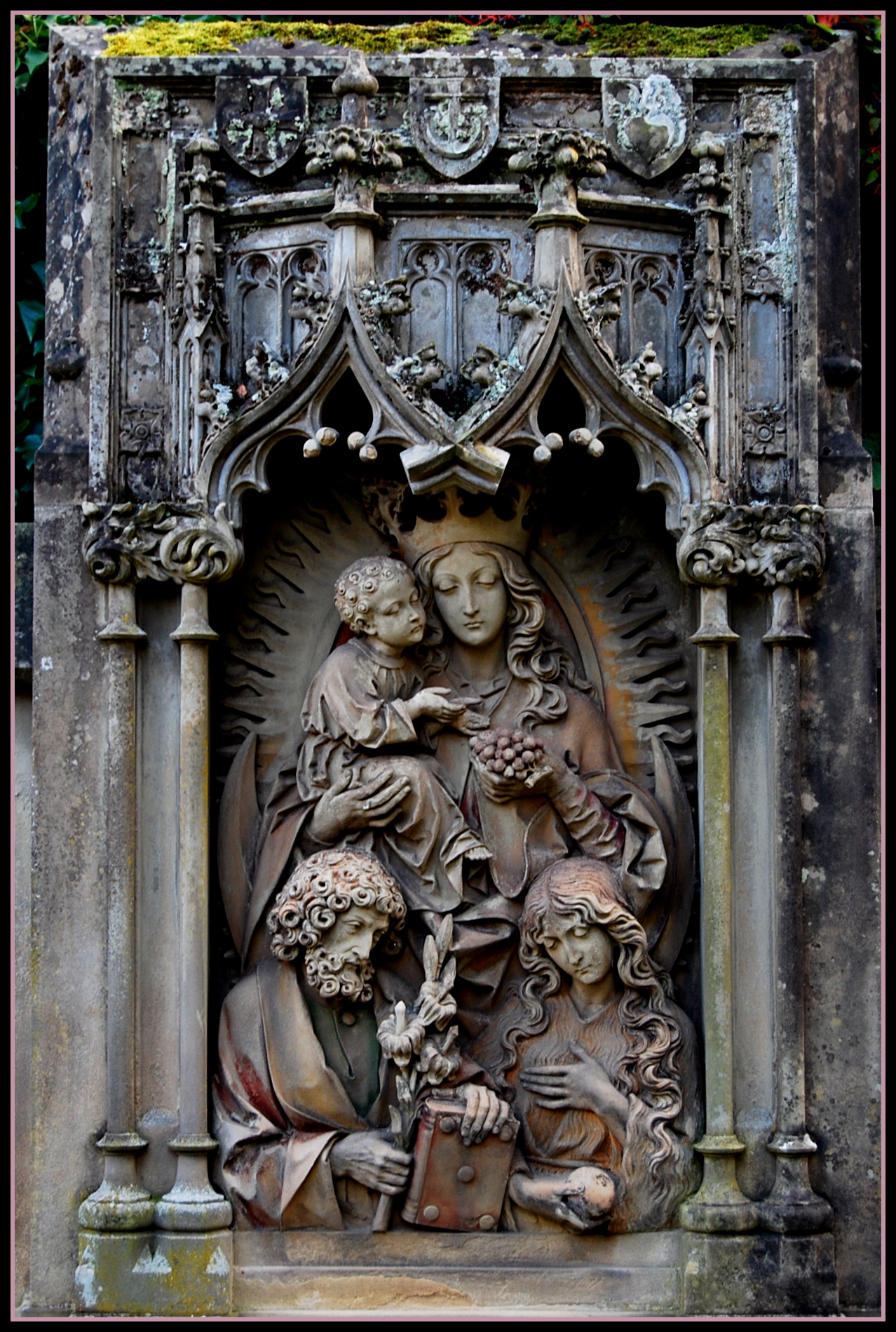
Grafplaat op het kerkhof van St. Matthias
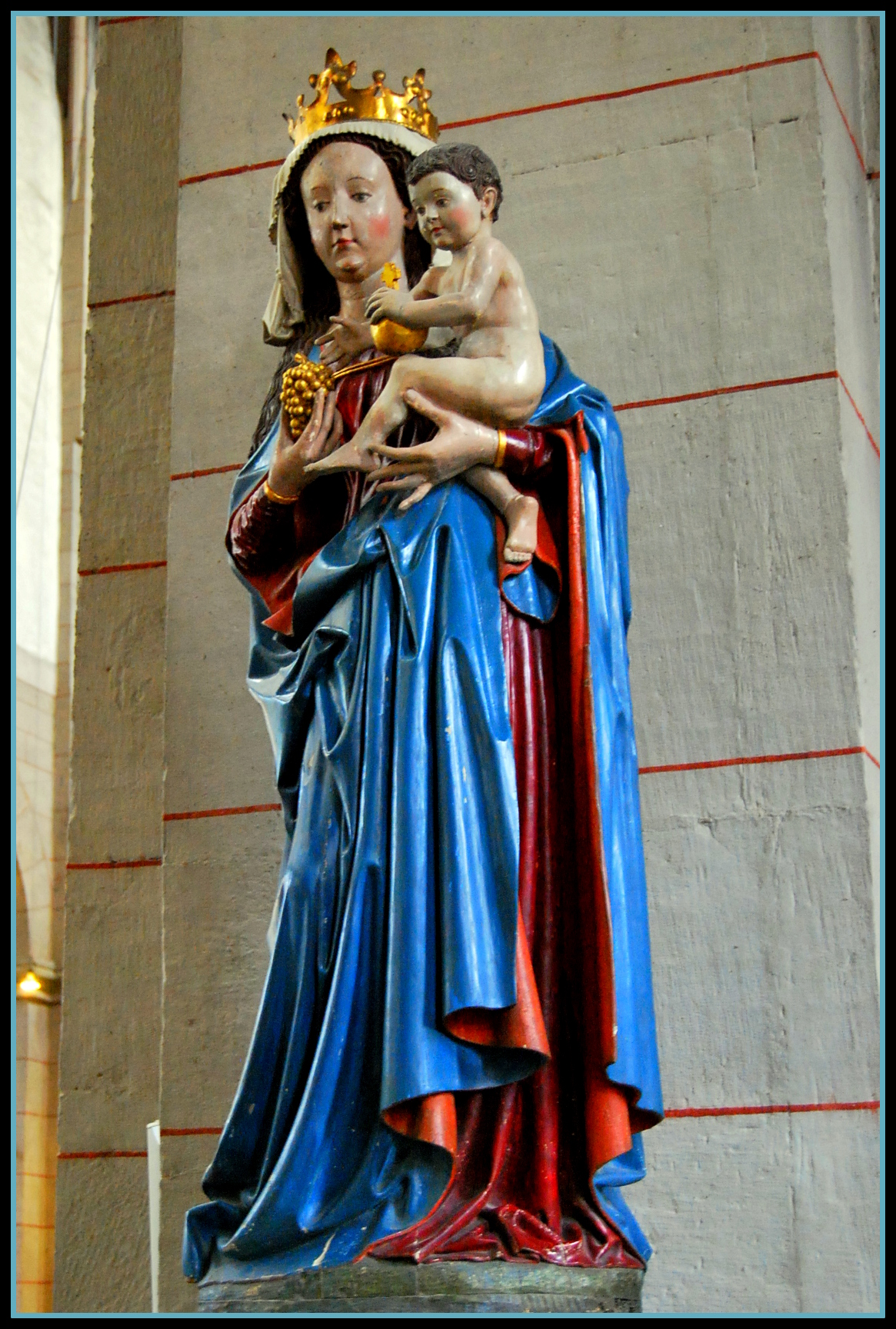
Mariabeeld in de kerk
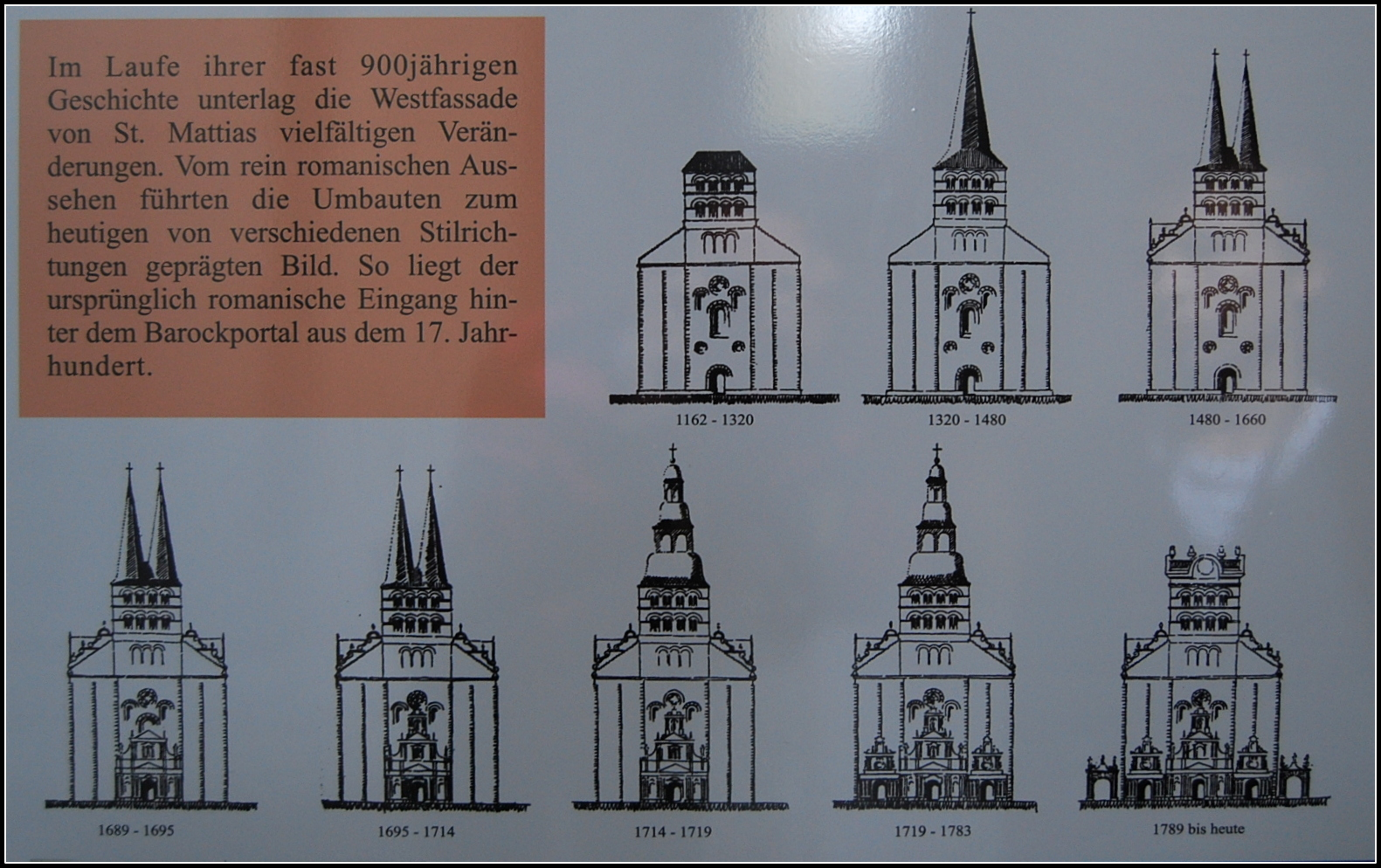
De ontwikkeling van de gevel van de kerk
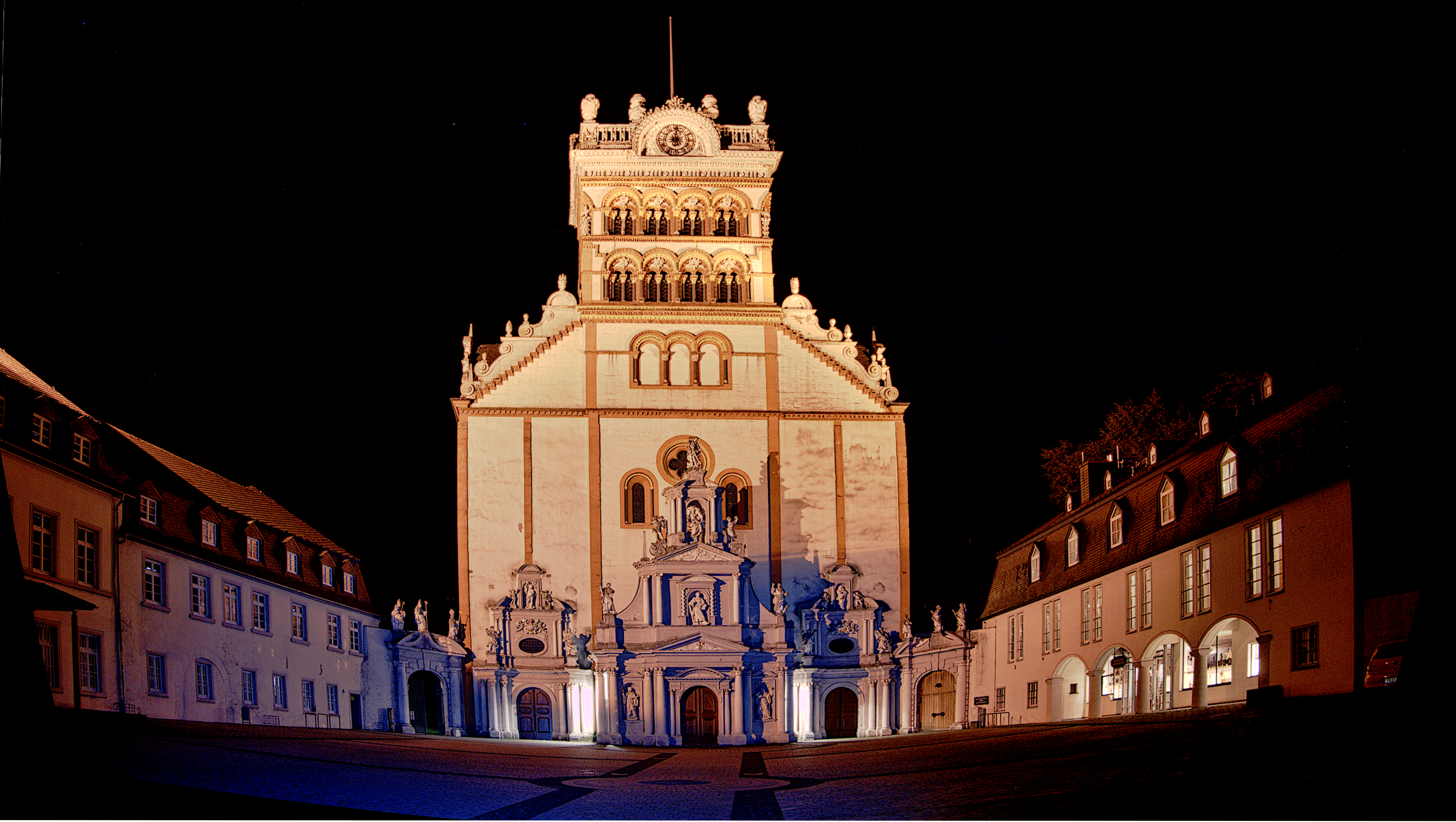
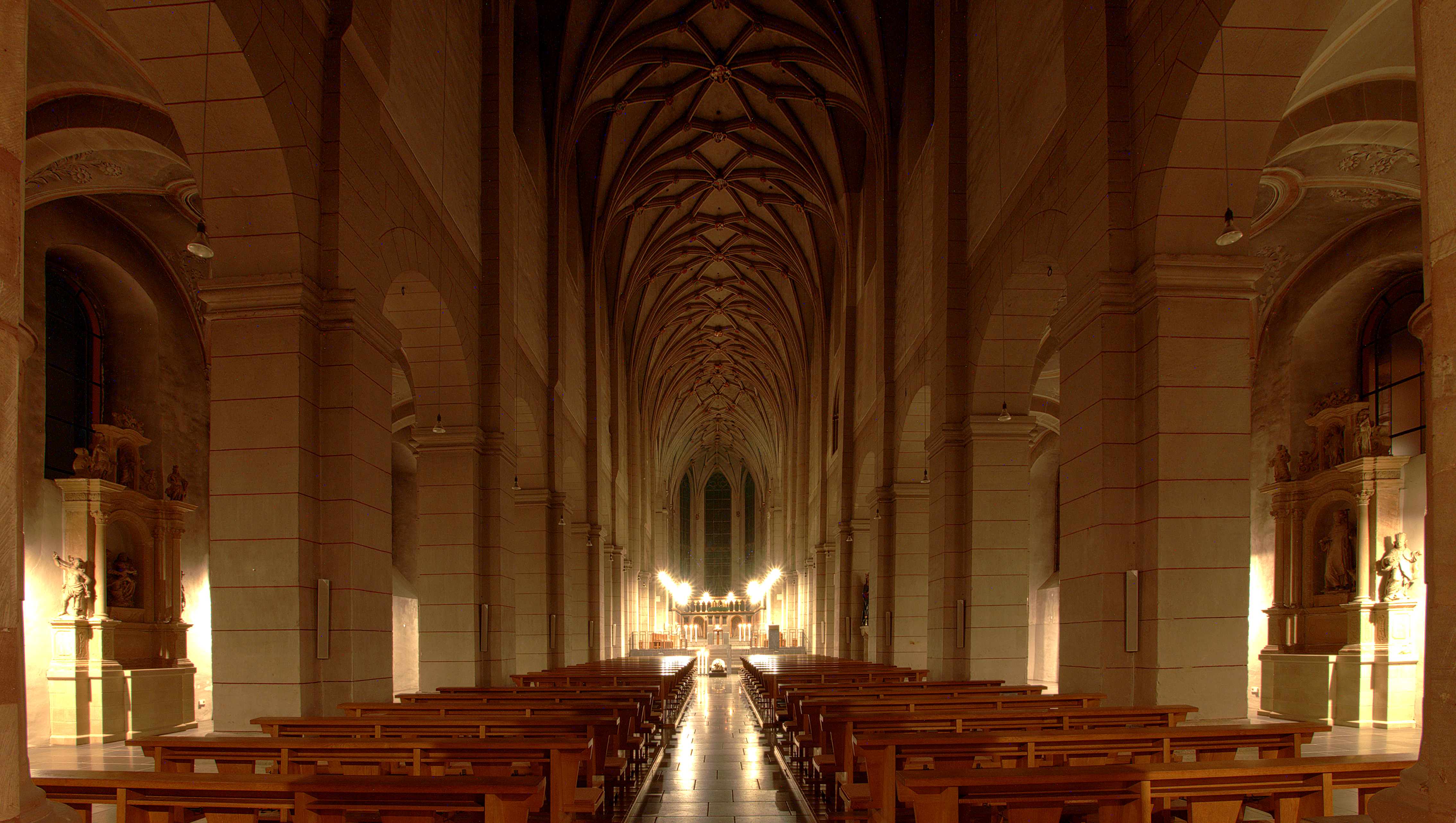
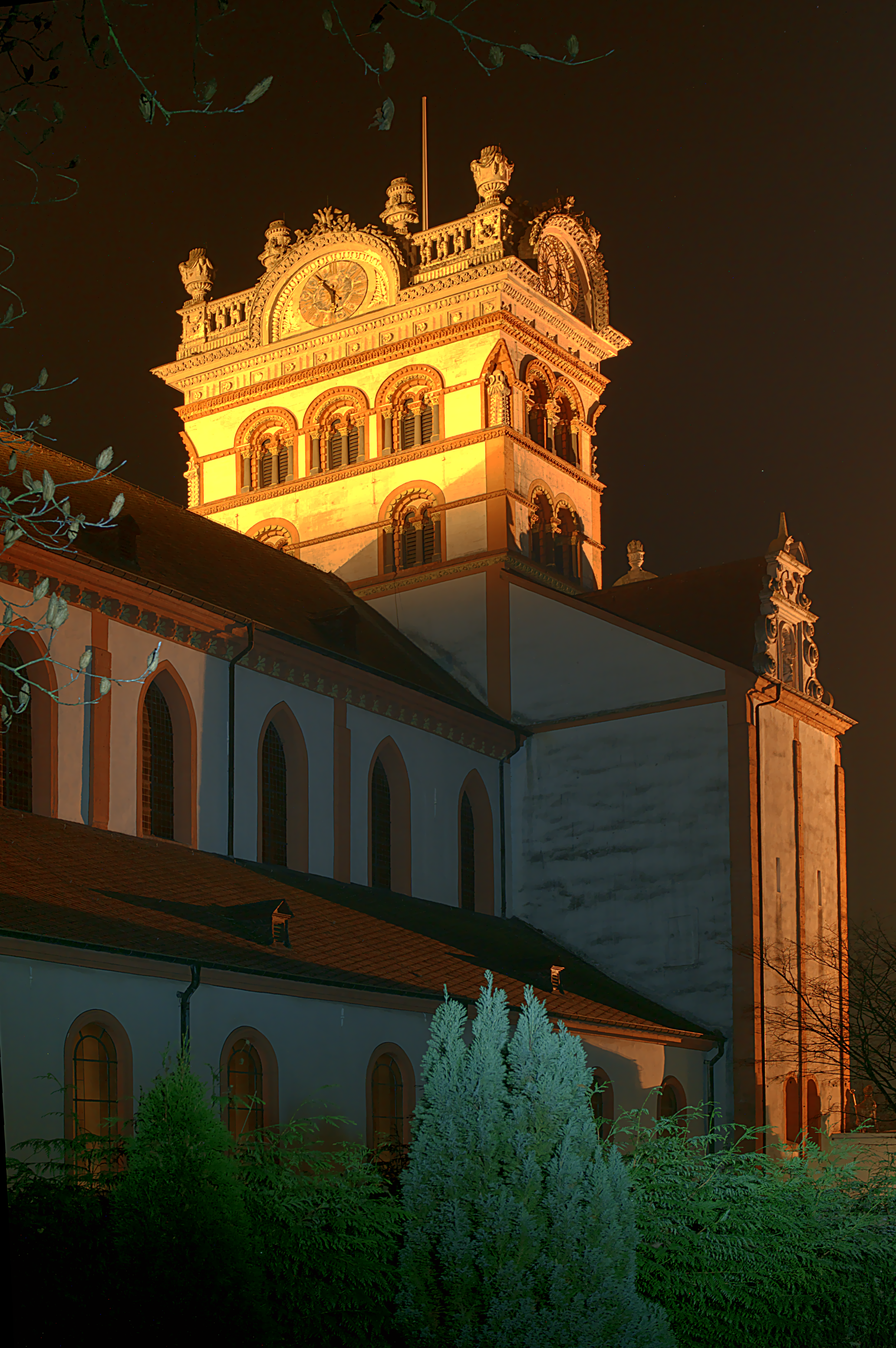